# Iwan Baumbach
Heinrich Iwan Baumbach (* 17. März 1832 in Altenburg; † 25. Januar 1905 ebenda) war Offizier, Rittergutsbesitzer und Mitglied des Deutschen Reichstags.

## Leben
Baumbach besuchte das Gymnasium in Altenburg und die Kriegsschule in Erfurt. Als Kadett trat er ins Herzoglich Sächsisch Altenburgische Kontingent ein, 1867 wurde er in preußische Dienste übernommen. Er nahm an den Kriegen 1848/49 in Schleswig-Holstein, 1866, 1870/71 teil (Eisernes Kreuz) und war Hauptmann und Kompaniechef des 153er Thüringischen Infanterieregimentes. Baumbach wurde zum Generalinspekteur der Krieger- und Militärvereine der Länder Sachsen-Altenburg und Reuß jüngere Linie ernannt. Er schied als Oberst aus dem Dienst und war Adjutant des Herzogs von Sachsen-Altenburg.
1869 rief er zur Gründung des Vereins zur Pflege im Felde verwundeter und erkrankter Krieger für das Herzogtum Sachsen-Altenburg auf. Später übernahm er den Besitz des Rittergutes Kaimberg bei Gera von seinem Schwiegervater, dem Altenburger Kommerzienrat Theodor Schmidt.
Von 1887 bis 1898 war er Mitglied des Deutschen Reichstags für den Reichstagswahlkreis Herzogtum Sachsen-Altenburg (Altenburg, Roda) und die Deutsche Reichspartei.